# Maikari
Maikari är en ö i Finland. Den ligger i Skärgårdshavet och i kommunen Tövsala i landskapet Egentliga Finland, i den sydvästra delen av landet. Ön ligger omkring 50 kilometer väster om Åbo och omkring 200 kilometer väster om Helsingfors.
Öns area är 4 hektar och dess största längd är 320 meter i öst-västlig riktning.